# Metaplan

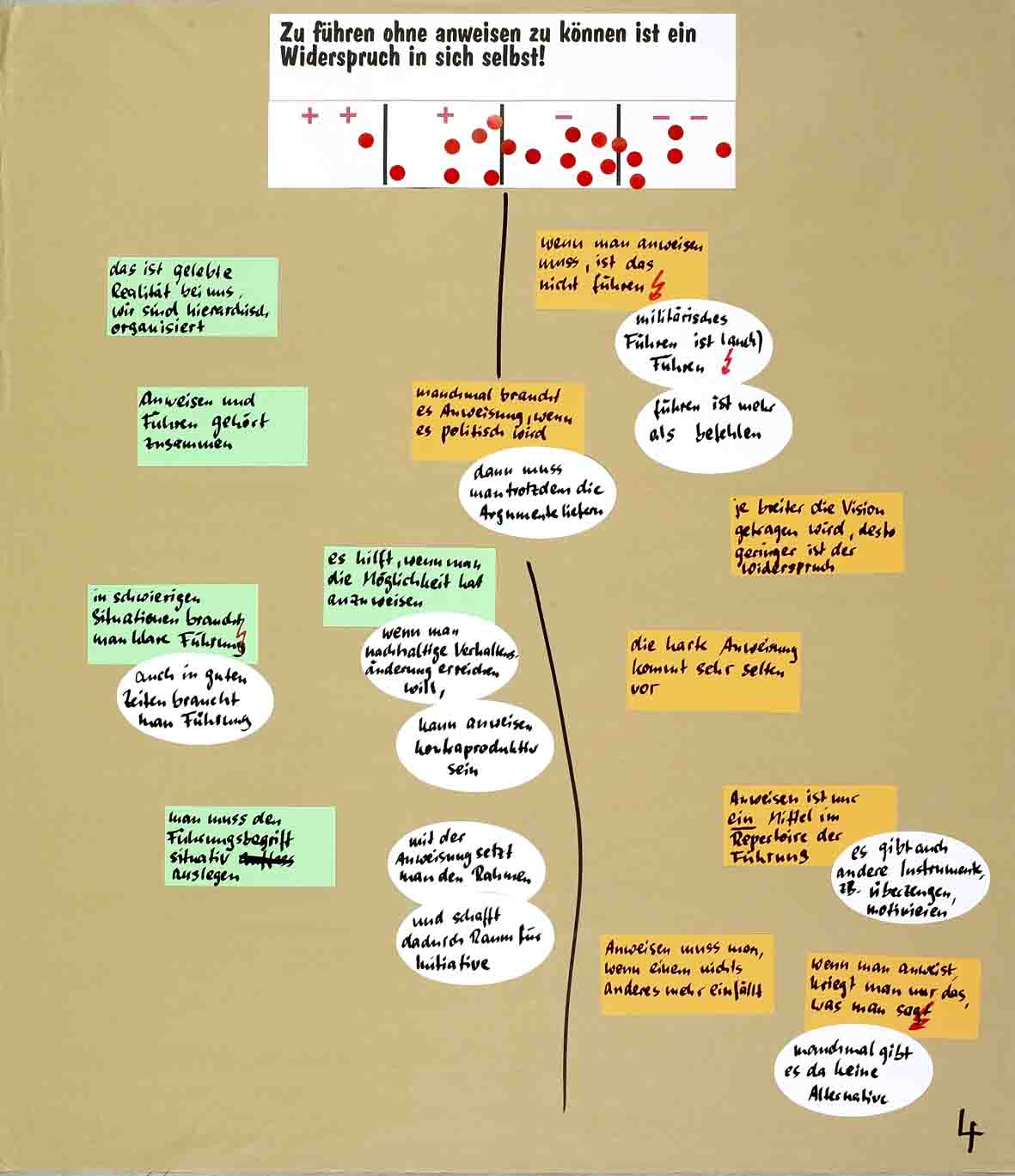
Un esempio di pannello Metaplan

Il Metaplan è una tecnica di facilitazione basata sulla visualizzazione.
Nasce nel 1972 in Germania, grazie al lavoro dei fratelli Wolfgang ed Eberhard Schnelle.
Si tratta di una tecnica molto utilizzata nella gestione dei processi di comunicazione nei gruppi di lavoro, ed è basata sulla raccolta di opinioni dei partecipanti e la loro successiva organizzazione in blocchi logici fino alla formulazione di piani di azione in cui sono evidenziate le problematiche emerse e delle possibili soluzioni.
Il Metaplan è molto usato nella progettazione partecipata e permette ad esempio di gestire con efficacia una discussione di gruppo per l'elaborazione di un'Analisi SWOT (Strenghts, Weaknesses, Opportunities, Threats).
Metaplan è un marchio registrato dall'omonima società tedesca, ideatrice della tecnica. 

## I materiali
Durante un incontro gestito con il Metaplan vengono utilizzati diversi materiali, necessari per visualizzare quanto emerge del workshop: 
- foglietti di carta colorata di diverse dimensioni
- pennarelli colorati
- bollini adesivi
- lavagne o pannelli mobili o pareti
- rotoli di carta-pacco
- puntine (pins)

## Le regole
Il Metaplan è basato su alcune semplici regole. Durante gli incontri, le regole devono essere sempre visibili a tutti i partecipanti.
- Se vengono usati foglietti diversi per forma o colore, la diversa funzione deve essere riconoscibile per tutti in qualunque momento
- Ogni partecipante deve ricevere lo stesso numero limitato di foglietti
- Deve essere scritta una sola frase in ogni foglietto
- Le frasi devono essere per quanto possibile auto-esplicative
- Bisogna scrivere in modo leggibile, possibilmente in stampatello minuscolo
- Quando si è d'accordo sul fatto che gli autori dei foglietti devono restare anonimi, la loro identità può essere svelata volontariamente solo dai medesimi